# آنا أوركيجو
آنا أوركيجو (مواليد 1954) محامية إسبانية. كانت رئيسًا لنادي كرة القدم الباسكي أتليتيك بيلباو من 2006 إلى 2007.
عضوة في أتليتيك منذ عام 1969، عملت أوركيجو كمحامية ووكيل عقارات قبل أن تنخرط في نادي مسقط رأسها. شغل والدها روفينو منصب نائب رئيس نادي أتلتيك في السبعينيات والثمانينيات.
في السابق عملت مديرة للنادي لعدة سنوات، تم انتخاب أوركيخو بعد استقالة فرناندو لاميكيز في سبتمبر 2006، أصبحت أول رئيسة في تاريخ أتليتيك بلباو، والثاني فقط الذي يحتل المركز في تاريخ الليغا بعد تيريزا ريفيرو من رايو فاليكانو.
لم تترشح للانتخابات في يوليو 2007 عندما تم تعيين فرناندو غارسيا ماكوا في هذا المنصب. بصفتها محامية فهي مرتبطة بنقابة المحامين بسكاي.